# Доннерсберг (район)
Доннерсберг (нем. Donnersberg) — район в Германии. Центр района — город Кирхгаймболанден. Район входит в землю Рейнланд-Пфальц. Занимает площадь 645,46 км². Население — 78 902 чел. Плотность населения — 122 человека/км².
Официальный код района — 07 3 33.
Район подразделяется на 81 общину.

## Города и общины

### Управление Альзенц-Обермошель
1. Альзенц (1 764)
2. Финкенбах-Герсвайлер (332)
3. Гаугревайлер (552)
4. Калькофен (199)
5. Манвайлер-Кёльн (437)
6. Мюнстераппель (561)
7. Нидерхаузен-на-Аппеле (252)
8. Нидермошель (558)
9. Оберхаузен-на-Аппеле (153)
10. Обермошель (1 205)
11. Оберндорф (265)
12. Ширсфельд (270)
13. Зиттерс (130)
14. Ункенбах (246)
15. Вальдгревайлер (233)
16. Винтерборн (196)

### УправлениеАйзенберг (Пфальц)
1. Айзенберг (9 777)
2. Керценхайм (2 273)
3. Рамзен (1 835)

### УправлениеГёльхайм
1. Альбисхайм (1 755)
2. Бидесхайм (655)
3. Бубенхайм (457)
4. Драйзен (1 037)
5. Айнзельтум (857)
6. Гёльхайм (3 746)
7. Иммесхайм (160)
8. Лаутерсхайм (637)
9. Оттерсхайм (391)
10. Рюссинген (499)
11. Штанденбюль (230)
12. Вайтерсвайлер (482)
13. Целлерталь (1 226)

### УправлениеКирхгаймболанден
1. Бенхаузен (136)
2. Бишхайм (735)
3. Боланден (2 437)
4. Данненфельс (958)
5. Гауэрсхайм (627)
6. Ильбесхайм (517)
7. Якобсвайлер (230)
8. Кирхгаймболанден (8 010)
9. Кригсфельд (1 097)
10. Марнхайм (1 667)
11. Мёрсфельд (548)
12. Моршхайм (774)
13. Обервизен (493)
14. Орбис (684)
15. Риттерсхайм (203)
16. Штеттен (670)

### УправлениеРоккенхаузен
1. Байерфельд-Штеквайлер (472)
2. Бистершид (285)
3. Дилькирхен (555)
4. Дёрмошель (144)
5. Гервайлер (342)
6. Гербах (584)
7. Гундерсвайлер (570)
8. Имсвайлер (595)
9. Катценбах (546)
10. Рансвайлер (314)
11. Ратскирхен (231)
12. Райксталь (103)
13. Роккенхаузен (5 749)
14. Руппертзеккен (395)
15. Санкт-Альбан (340)
16. Шёнборн (133)
17. Зеелен (167)
18. Штальберг (188)
19. Тешенмошель (113)
20. Вюрцвайлер (209)

### УправлениеВинвайлер
1. Бёрштадт (963)
2. Бройнигвайлер (437)
3. Фалькенштайн (225)
4. Гонбах (495)
5. Хёринген (742)
6. Имсбах (982)
7. Лонсфельд (973)
8. Мюнхвайлер-на-Альзенце (1 262)
9. Швайсвайлер (356)
10. Зипперсфельд (1 181)
11. Штайнбах (809)
12. Вартенберг-Рорбах (577)
13. Винвайлер (4 785)